# ブレーキキャリパー

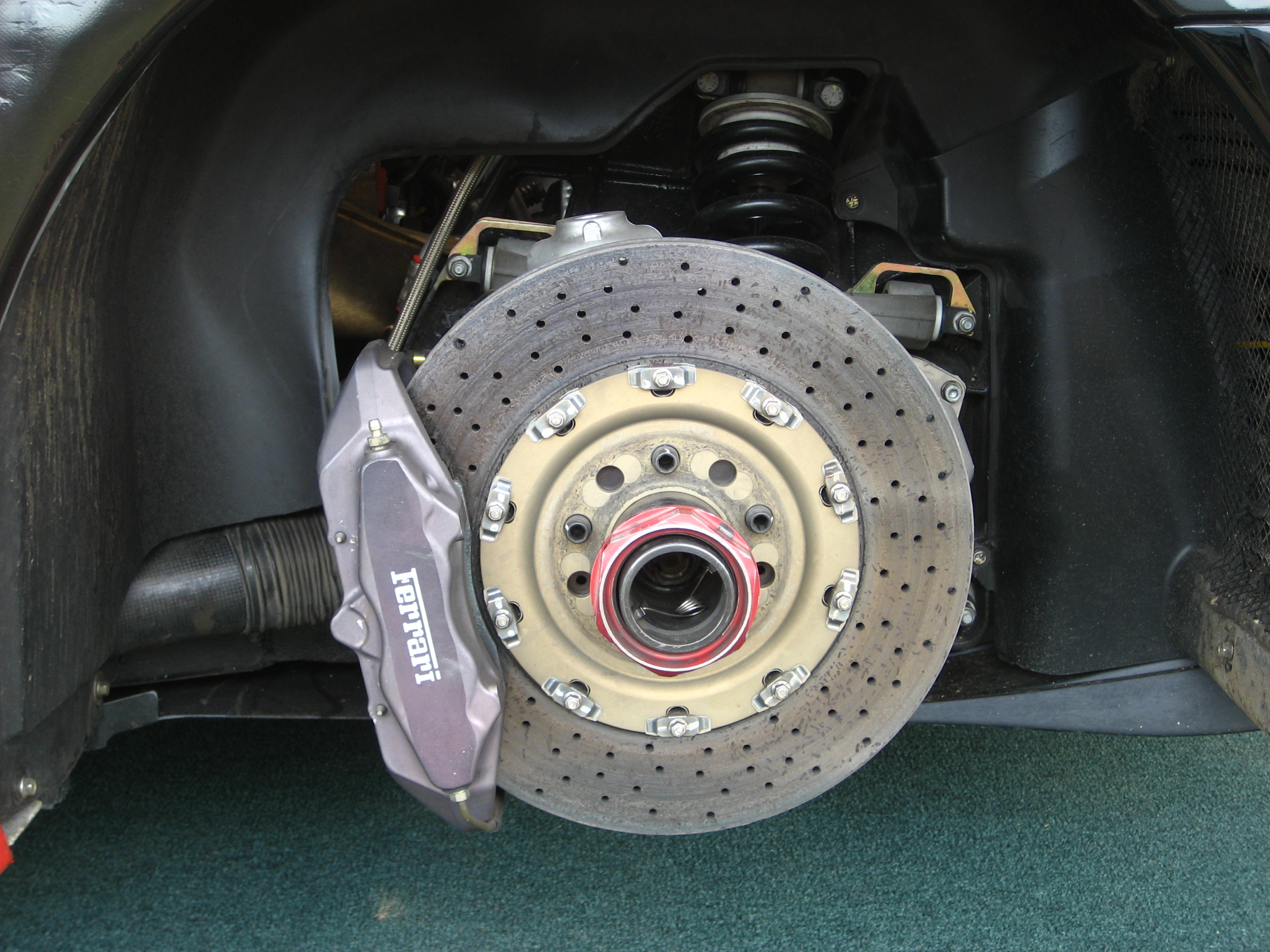
フェラーリ・F430の対向ピストン式ブレーキキャリパー。

ブレーキキャリパー (brake caliper) は、ディスクブレーキを構成する部品の一つである。ブレーキパッドをブレーキローターに押さえつける役割を果たし、摩擦による制動を可能とする。

## 素材
ブレーキキャリパーには摩擦熱に強く、放熱効果が高い素材が求められることから、自動車には鋳鉄製のものが主に使用される。オートバイやスポーツカーなどではアルミ合金製の物が用いられることもある。
ブレーキキャリパー内にはブレーキピストンと呼ばれる部品が内蔵されており、このピストンの数が多くなるほど高価になる。ブレーキピストンはアルミ合金やクロームメッキ処理された鉄製の物が用いられる。ブレーキピストン数はポット(pot)で表記し、ポッド(pod)と表記するのは誤りである。

## 作動による分類
現在使用されているブレーキキャリパーは、大きく分けて機械式と油圧式に分類される。

### 機械式ブレーキキャリパー
機械式ブレーキキャリパーは、ワイヤー駆動によってブレーキパッドを押し付けるタイプのキャリパーである。構造が単純なため初期のディスクブレーキに多く採用されたが、倍力装置を装備することができず、ブレーキピストンの大型化や対向ピストン化が困難であったことから、現在では競技用自転車のディスクブレーキ機構に見られるのみになっている。
また、油圧式ディスクブレーキ車の中には、リアキャリパーに機械式パーキングブレーキ機構を備えた物もあったが、自己倍力作用がなく拘束力がドラムブレーキに比べて弱く、リアキャリパーの対向ピストン化が進んだことから、ハブ内部に小型のドラムブレーキ機構を内蔵したインナードラム式に現在では完全に取って代わられている。

### 油圧式ブレーキキャリパー
油圧式ブレーキキャリパーは、ブレーキフルードによる油圧によりブレーキパッドを押し付けるタイプのキャリパーである。倍力装置を装備することで、容易に制動力の強化が図れることや、対向ピストンなどの形式に発展させることも容易なため、現在ではほぼ全ての自動車やバイクにこの形式が採用されている。

## 構造による分類

### フローティングキャリパー

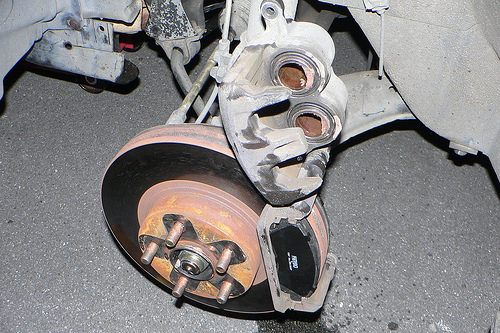
2ピストン式のフローティングキャリパーの一例：ピストンに正対する部分がU字形に切り欠かれているのがわかる

ブレーキピストンをキャリパーの片側（主に車軸内側）だけに持ち、片押し式や浮動式、スライド式とも呼ばれる。この形式はキャリパーベースとキャリパー本体の2つの部品で構成される。スライドピンを持つキャリパーベースがサスペンションに固定され、キャリパー本体はスライドピン上でブレーキディスクに対して平行移動するようになっている。
一つのピストンが片側のブレーキパッドをディスクに押しつけると、その反力がもう片方のパッドをディスクに押し付ける。通常、ブレーキパッドはキャリパーベースに半固定されており、キャリパーやスライドピンにはブレーキ回転方向の引き摺り力は作用しない。登場当初は様々なキャリパーの浮動方法があった。現在のスライドピン形式に収束したのは1970年代後半のことで、対向ピストン式よりも歴史ははるかに新しい。
一般的な物ではメンテナンスのために反対側のキャリパーのピストンに正対する部分がU字形に切り欠かれていて、対向ピストン式に比べてキャリパー剛性に若干劣る。軸重増加やタイヤ高性能化に伴う制動力向上要求に対しては、ピストンの数を増やすのに不利なため、高性能車や重量のある車などでは4ピストン以上が可能な対向ピストンキャリパーに置き換わっている
キャリパーの外側にピストンが存在しないため、ホイールのディスク面とブレーキディスク間の距離が少なくてすむというコンパクトさが長所であり、幅広ホイールを使用しにくい軽自動車やコンパクトカーでは積極的に採用されている。殆どが１ピストンであるが、軸荷重が大きい場合は2ピストン形式が使用される。モノブロック対向ピストン式と同じ加工法を用いて、ピストン反対側のキャリパーのU字形切り欠きを廃した高剛性仕様もあったが、前述の通り近年は対向ピストン式に取って代わられた。

### 対向ピストンキャリパー
キャリパー内部にブレーキピストンを2つ以上持つ物で、ピストンがキャリパーの左右両側に対向して配置されているタイプのキャリパーを指す。歴史は古く、ディスクブレーキ登場時最初に使用されたのはこの形式である。
キャリパー本体は一つの部品で構成され、サスペンションに固定されたまま動くことはない。可動部が少ないキャリパー構造で剛性が高く、ピストンを多数使用できるため、高性能車や重量のある車などで採用されることが多い。
当初は左右に一つずつピストンを持つ2ピストン式（2ポット式）であったが、車両の動力性能向上に伴いブレーキパッドが大型化していくに従い、2ピストンのままピストン大径化してもそれに見合った制動力向上は望めないため、ピストン数を増やした4ピストンや6ピストンになった。現在ではレース車両などでは12ピストン式の物も使用されている。その一方、殆どの2ピストンは、新たに登場してきた前述のフローティング式キャリパーに置き換わった。
なお、当初の対向ピストンキャリパーはピストン穴の加工がやりやすいように別々に製造したアウター、インナーをボルトで結合する2ピース構造であったが、より高い剛性を確保するために後述のモノブロックキャリパーに移行することになった。

### モノブロックキャリパー

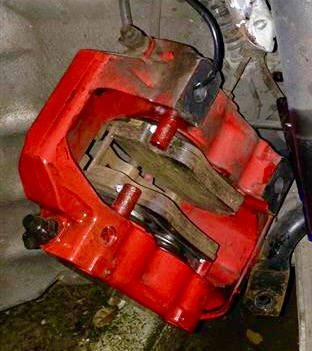
自動車構成部品の一例

対向ピストンキャリパーのバリエーションの一つで、キャリパー本体が合わせ面を一切持たない1ピース構造となっているもの。加工に手間が掛かるので高価だが、多ピース方式より剛性が高いためモータースポーツで使用され始めた。アンギュラヘッド/特殊アンギュラヘッドと呼ばれる刃物保持具を用いて内側から両面のボーリング加工を行う。なお、当初はインナー、アウターのキャリパーを外付けの油圧通路で接続していたが、現在では信頼性の高いキャリパー内加工穴通路に進化した。現在では、モータースポーツイメージを継承する高性能スポーツカーを中心に一般向け車両の分野でもモノブロックキャリパーが採用されるようになってきた。
日本のメーカーではトヨタ・セルシオ/レクサス・LSやヤマハ・YZF1000Rサンダーエースで初めて採用された。